# Uniform m/1948

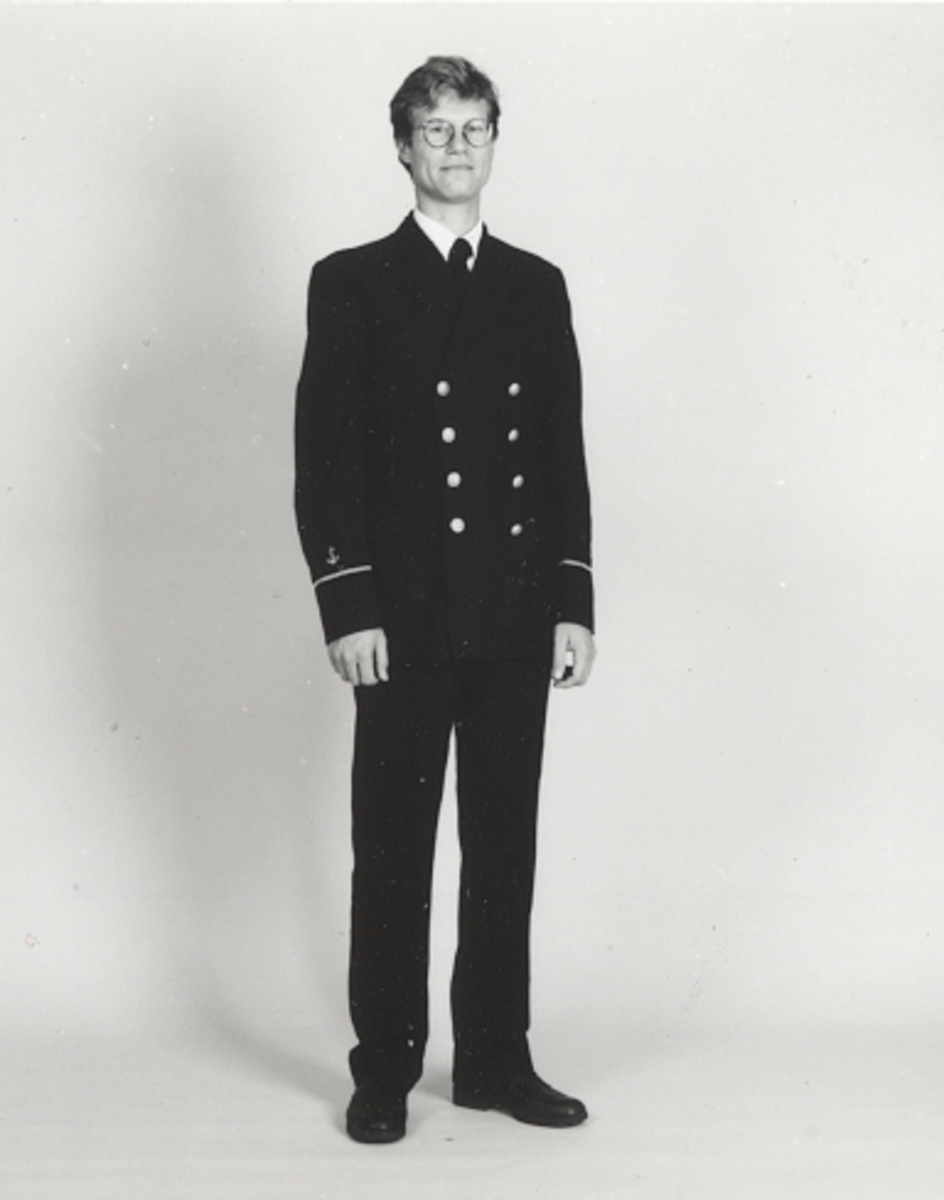
Uniform m/1948 för sergeant 1993

Uniform m/1948 är ett uniformssystem som används inom Försvarsmakten. Uniform m/48 brukades från början av Flottan till samtliga uniformsdräkter utom mässdräkt men används numera inte heller som sjöstridsdräkt eller arbetsdräkt, som vardagsdräkt bärs den numera bara av gruppbefäl och sjömän. Vissa uniformspersedlar ur uniform m/1948 används av Amfibiekåren till uniform m/1987.

## Utformning
Uniform m/1948 är i mångt och mycket olika för gruppbefäl och sjömän kontra officerare och specialistofficerare (underofficerare).
Sjömän och gruppbefäl bär som livplagg bussarong m/1948 i ylle och därunder skjorta med blåkrage, den senare skall vara utlagd, till utanpå bussarongen bärs råbandshalsduk m/1948 knuten. Till detta bärs blå långbyxor och som huvudbonad rundmössa m/1948, mellan 30 april och 30 september bärs mösskulle m/1930 Vit, annan tid mösskulle m/1930 Blå. Som skodon används lågskor m/1903 och svarta strumpor. Då vardagsdräkt (f.d. daglig dräkt 2) är anbefalld skall båtmössa m/1948 användas istället för rundmössa, vidare må bussarongen avläggas varpå skjortans ärmar skall uppkavlas till över armbågen. Vid särskilt otjänlig väderlek vintertid kan man till vardagsdräkt även bära vintermössa m/1987 som huvudbonad. Till trupparaddräkt tillkommer vita damasker och vit livbälte.
Uniform m/1948 för specialistofficerare och officerare består av innerkavaj m/1948 som livplagg, under denna bärs vit skjorta och svart slips m/1987. Vidare bärs blå långbyxor, svarta strumpor och lågskor m/1903. Som huvudbonad bärs skärmmössa m/1948 med vit eller blå mösskulle enligt samma bestämmelser som för rundmössa (se ovan).
Värt att notera är att även gruppbefäl av lägst furirs grad tidigare bar kavaj och skärmmössa.
Som förstärkningsplagg bär samtliga kappa m/1987, till vardagsdräkt alternativt sjörock m/1993. Officerare och specialistofficerare kan dock även på egen bekostnad bära trenchcoat m/1984 eller kappa m/1878.

## Förteckning över persedlar
Lista över de persedlar som används inom uniformssystemet.
| - Skärmmössa m/1948 - Rundmössa m/1948 - Båtmössa m/1948 - Vintermössa m/1948 (Utgick 31/12-1999) - Vintermössa m/1987 - Kappa m/1878 - Trenchcoat m/1984 | - Kappa m/1987 - Ytterkavaj m/1948 (Utgick 31/12-1999) - Innerkavaj m/1948 - Bussarong m/1948 - Skjorta m/1978 - Skjorta med blåkrage | - Slips m/1987 - Råbandshalsduk m/1948 - Långbyxor m/1987 - Byxbälte blått - Svarta strumpor - Lågskor m/1903 |